# Pothyne strigata
Pothyne strigata là một loài bọ cánh cứng trong họ Cerambycidae.